# Entrecot Bercy
El entrecôte Bercy es una especialidad de París y, en particular, como su nombre lo indica, del barrio de Bercy. Se trata de filetes de costilla de la ternera (originalmente de carne de caballo) a la parrilla con perejil y berros, acompañado de una salsa de vino blanco, chalotas y jugo de limón. A esta salsa se la llama salsa Bercy (sauce Bercy).
Tradicionalmente se servía a los comerciantes de vino, en el momento en que Bercy era, en importancia, la segunda mayor bodega de vinos en París (la primera fue la Sala de vinos de París) en el siglo XIX.